# Maia Challenger 2023
Il Maia Challenger 2023 è stato un torneo maschile di tennis professionistico giocato sulla terra rossa indoor. È stata la 10ª edizione del torneo, facente parte della categoria Challenger 100 nell'ambito dell'ATP Challenger Tour 2023. Si è giocato al Complexo de Ténis da Maia di Maia, in Portogallo, dal 27 novembre al 3 dicembre 2023.

## Partecipanti

### Teste di serie
| Nazionalità | Giocatore            | Ranking* | Testa di serie |
| ----------- | -------------------- | -------- | -------------- |
| Portogallo  | Nuno Borges          | 79       | 1              |
| Spagna      | Albert Ramos Viñolas | 96       | 2              |
| Francia     | Benoît Paire         | 129      | 3              |
| Italia      | Fabio Fognini        | 131      | 4              |
| Svezia      | Elias Ymer           | 159      | 5              |
| Italia      | Andrea Vavassori     | 167      | 6              |
| Francia     | Calvin Hemery        | 190      | 7              |
| Italia      | Riccardo Bonadio     | 204      | 8              |

* Ranking al 20 novembre 2023.

### Altri partecipanti
I seguenti giocatori hanno ricevuto una wild card per il tabellone principale:
- Jaime Faria
- Francisco Rocha
- Duarte Vale

I seguenti giocatori sono passati dalle qualificazioni:
- Karl Friberg
- Anton Matusevich
- Tom Gentzsch
- Aleksej Vatutin
- Pedro Araújo
- Andrea Guerrieri

I seguenti giocatori sono entrati in tabellone come lucky loser:
- Miguel Damas
- Stefanos Sakellaridis

## Punti e montepremi
| Torneo    | Torneo              | V      | F     | SF    | QF    | 2T    | 1T    | Q | Q2  | Q1  |
| Singolare | Punti               | 100    | 60    | 36    | 20    | 9     | 0     | 5 | 2   | 0   |
| Singolare | Premi in denaro (€) | 16,020 | 9,415 | 5,555 | 3,240 | 1,900 | 1,160 | – | 580 | 290 |
| Doppio    | Punti               | 100    | 60    | 36    | 20    | –     | 0     | – | –   | –   |
| Doppio    | Premi in denaro (€) | 6,845  | 4,050 | 2,400 | 1,420 | –     | 800   | – | –   | –   |

## Campioni

### Singolare
Nuno Borges ha sconfitto in finale  Benoît Paire con il punteggio di 6–1, 6–4.

### Doppio
Marco Bortolotti /  Andrea Vavassori hanno sconfitto in finale  Fernando Romboli /  Szymon Walków con il punteggio di 6–4, 3–6, [12–10].